# Dịch tễ học chikungunya

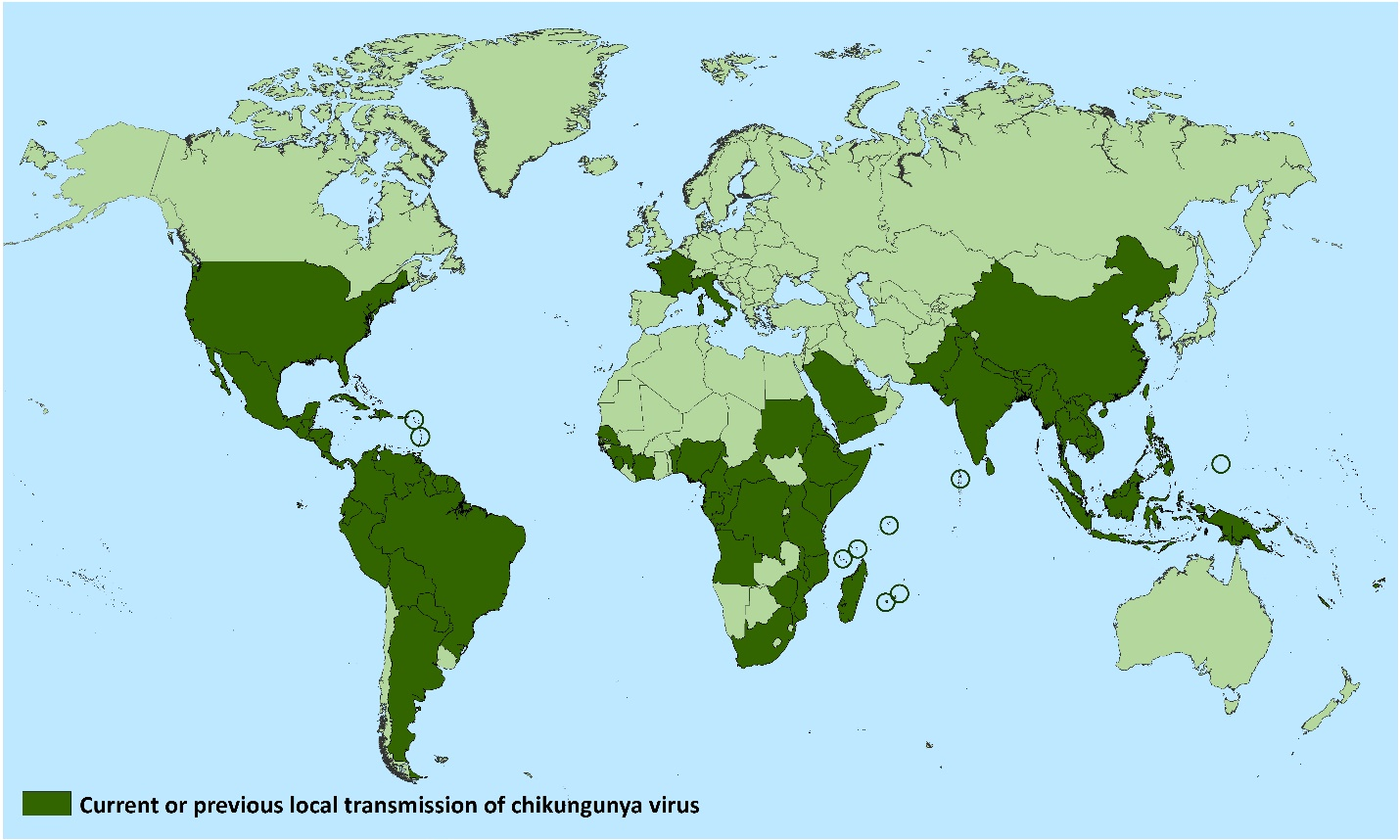
Màu xanh lá cây đậm biểu thị các quốc gia có truyền CHIKV hiện tại hoặc trước đó, theo CDC tính đến ngày 17 tháng 9 năm 2019.

Chikungunya là một loại virus alpha do muỗi lây truyền lần đầu tiên được phân lập sau một vụ dịch năm 1952 ở Tanzania ngày nay. Vi-rút này đã lưu hành trong các khu vực có rừng ở châu Phi cận Sahara trong các chu kỳ liên quan đến các vật chủ không linh trưởng và các vật chủ trung gian muỗi vằn. Các nghiên cứu phát sinh loài cho biết chu kỳ lây truyền đô thị - sự lây truyền của một mầm bệnh giữa con người và muỗi tồn tại trong môi trường đô thị - được thiết lập trong nhiều trường hợp từ các chủng xảy ra ở nửa phía đông châu Phi trong các vật chủ không phải con người. Sự xuất hiện và lan rộng ra châu Phi này có thể đã bắt đầu từ đầu thế kỷ XVIII. Hiện tại, dữ liệu có sẵn không cho biết liệu sự ra đời của chikungunya vào châu Á đã xảy ra vào thế kỷ XIX hay gần đây, nhưng chủng châu Á dịch này gây ra dịch ở Ấn Độ và tiếp tục lưu hành ở Đông Nam Á.
Một số bùng phát dịch chikungunya đã xảy ra từ năm 2005. Một phân tích về mã di truyền của chikungunya cho thấy sự gia tăng nghiêm trọng của đợt bùng phát năm 2005 - hiện nay có thể là do sự thay đổi trong chuỗi di truyền, làm thay đổi protein của virus virút cho phép nó nhân dễ dàng hơn trong tế bào muỗi. Sự thay đổi này cho phép virus sử dụng muỗi hổ châu Á (một loài xâm lấn) như một vật chủ trung gian ngoài vật chủ trung gian chính nhiệt đới nghiêm ngặt hơn, Aedes aegypti. Vào tháng 7 năm 2006, một nhóm đã phân tích RNA của virus và xác định những thay đổi di truyền đã xảy ra ở nhiều chủng virus khác nhau và xác định chuỗi di truyền dẫn đến tăng độc lực của các chủng virus gần đây.